# Matias Aires
Matias Aires Ramos de Silva de Eça (São Paulo, 27 de marzo de 1705 — Lisboa, 10 de diciembre de 1764) fue un filósofo y escritor nacido en Brasil Colonia, ocupa la silla 6 de la Academia Brasileña de Letras. Hermano de Teresa Margarida de Silva y Orta, considerada la primera mujer novelista en lengua portuguesa.  Escribió obras en francés y latín y fue también traductor de clásicos, y tiene una preocupación especial por la psicología humana.

## Biografía
Nacido en São Paulo, Brasil, en 1705, hijo de un emigrante portugués que, alcanzó la fortuna, material y social, el joven pasó a residir en Portugal, cuando regresó su padre, en 1716. Su vida va a desarrollarse bajo los reinados de Don João V y de Don José y su ministro, el marqués de Pombal, muriendo en 1763. Matias Aires es una figura que parece presentar las características del movimiento que vamos a encontrar a lo largo del siglo: por los temas tratados, los modelos retóricos utilizados y la diversidad de lenguas practicadas. Habiendo empezado su formación en Leyes en la Universidad de Coimbra, a principios de la década de los veinte, viaja después por Europa, aprende árabe y hebreo y se inicia en las «disciplinas matemáticas y experiencias físicas», regresando a Portugal en 1733. Se inicia en la carrera literaria en 1723, con un soneto en castellano; publica en 1752 "Reflexões sobre a Vaidade dos Homens", su obra más divulgada (reflexiones, bajo forma de fragmentos, a partir del versículo del "Vanitas vanitatum et omnia vanitas", que el escritor dedica al rey Don José), traduce a Quinto Curcio y a Lucano y aún antes de 1759 compone unas "Lettres Bohémiennes" (de las cuales se dijo que se estaban imprimiendo en Ámsterdam, pero que no han llegado hasta nosotros), un Discours Panégyrique, en francés, y una "Philosophia rationalis et via ad Campum Sophiae" y "Physicae subterraneae", en latín. En los últimos años de su vida, concluyó el libro "O Problema de Arquitectura Civil" (impreso en 1770), en el que según las palabras de la licencia de impresión, se reconoce que «nele mostra seu Autor bastantes luzes das Ciências Naturais» y cuyo objetivo era, en opinión de Jacinto do Prado Coelho, «ajudar o leitor curioso a penetrar no domínio das ciencias positivas, acordando-o para a multiplicidade dos fenómenos naturais, desvendados
ou misteriosos, estranhos ou habituais» (1980: XVI). Tal como ya antes había hecho Camilo Castelo Branco, también este editor ve en él la influencia de Feijoo: «na frecuente refutação de erros e superstições, na desconfianza pelos argumentos de autoridade». Por fin, cercana la muerte y perdida la protección que había recibido del marqués de Pombal, escribe a un amigo una Carta sobre la Fortuna.

## Academia Brasileña de Letras
Matias Aires ocupó la silla de número 6 de la ABL. También ocupó la silla de número 3 de la "Academia Paulista de Letras", cuyo fundador es Luís Pereira Barreto, siendo considerado por la institución el primer filósofo brasileño.

## Influencias
Parece no caber duda de que Montaigne, Pascal y La Rochefoucauld y sus escepticismos en relación con los poderes de la razón habían llegado a Portugal, y Matias Aires es prueba de ello (preciso, tal como ya lo he hecho antes: llegó porque Matias Aires, como otros «extranjerizados» o desterrados, fueron a buscarlos a París).

## Nacionalidad
De acuerdo con la actual Constitución brasileña / 88, todos los nacidos en Brasil, incluso de padres extranjeros, son brasileños nativos, excepto en los casos en que uno de los padres está al servicio de su país de origen. Este es el criterio del "jus soli", compitió con Matías y sin referirse a su padre que no llegó a Brasil al servicio de Portugal. Sin embargo, el concepto actual de nacionalidad no existía en ese momento, ya que este es el vínculo jurídico de derecho público interno entre una persona y un Estado, establecido por el derecho internacional. La Primera Constitución brasileña de 1824 llegó después de la muerte de Matías y no se especifica nada sobre la "nacionalidad" en ella, como no hay en la primera Constitución portuguesa de 1822. (jus solis), portuguesa (jus sanguis) o polipatrica.

## Cronología
- 1705 - Nacimiento de Matias Aires en São Paulo, el día 27 de marzo.
- 1716 - El padre de Matias, José Ramos de Silva, asume el puesto de proveedor de la Casa de la Moneda de Lisboa.
  - Matias ingresa en el colegio de Santo Antão.
- 1722 - Inicia los estudios en las Facultades de Derecho de Coimbra.
  - Da continuidad al curso interrumpido y lo concluye en Galicia.
- 1728 - Va a París, se matricula, en la Universidad de  la Sorbonne, continúa el curso de Derecho, estudia ciencias naturales, matemática y hebraico.
  - Escribe obras en francés y latín que hoy se encuentran perdidas.
- 1729 - Parte en viaje por Europa hasta 1733.
- 1752 - Publica Reflexiones Sobre la Vanidad de los Hombres o Discursos Morales Sobre los Efectos la Vanidad.
- 1761 - Publica la segunda edición de Reflexiones sobre la Vanidad de los Hombres.
- 1763 - Muere, el 10 de diciembre, Matias Aires.
- 1770 - Publicación póstuma de Problemas de arquitetura civil.